# 58-ма гірськострілецька дивізія (СРСР)
58-ма гірськострілецька дивізія (58 гсд)  — військове з'єднання Збройних сил СРСР, що брало участь у Німецько-радянській війні.

## Історія
Бойовий період — з 22 червня по 19 вересня 1941 року.
Історія дивізії бере свій початок з 58-ї стрілецької дивізії, яка в 1940 році брала участь у вторгненні до Бессарабії і Північної Буковини, з подальшою окупацією СРСР. Діяла у складі 17-го стрілецького корпусу 12-ї армії Південного фронту. 24 квітня 1941 року дивізія була переформована в гірськострілецьку. З 20 травня 1941 року почала поповнюватися приписним складом у кількості 1100 осіб.
З початком Німецько-радянської війни, перебуваючи в складі 13-го стрілецького корпусу 12-ї армії, була підпорядкована Південно-Західному фронту і до 18-ї години виступила у свій оборонний район на лінії Зелена — Яблуниця — Ворохта — Любне. 1 липня у зв'язку з відходом армії 58-ма гсд відступила на рубіж Богородчани — Жураки — Надвірна, а в ніч з 2 на 3 липня на рубіж Обертин — Коломия — Заболотів.
До ранку 7 липня 58-ма гсд, що прикривала на рубежі річки Ниглава відхід армії до північного крила Летичівського укріпрайону, відійшла на східний берег річки Збруч на ділянку Криків — Підпилип'я — Хропотово — Юрківці. 15 липня німці прорвали Летичівський УР. До кінця дня дивізія вела бій з противником, що розвивав наступ у напрямку Бару. Вранці 16-го липня німці змусили її правий фланг відійти на рубіж Окладне — Сефарівка — радгосп Глядовський.
21 липня моторизовані частини противника зайшли в тил 6-ї та 12-ї армій, зарожуючи їм оточенням. 12-та армія почала відхід на схід. 23 липня 58-ма гсд висунулася з району Терлиці в напрямку Нового Дашева.
В кінці липня на початку серпня дивізія у складі групи Понєдєліна (6-та і 12-та армії) брала участь в битві під Уманню. 2 серпня німці оточили радянські частини. Останнім районом організованого опору було село Підвисоке та лісове урочища Зелена брама неподалік нього. В результаті важких боїв дивізія була розгромлена, а її командир М. Г. Прошкін потрапив до німецького полону і в січні 1942 року помер у таборі військовополонених. Комісар М. Пожидаєв зник безвісти.
Дивізія була розформована 19 вересня 1941 року як знищена.

## Бойовий склад
- 170-й гірськострілецький полк
- 279-й гірськострілецький полк
- 335-й гірськострілецький полк
- 368-й гірськострілецький полк
- 244-й артилерійський полк
- 258-й гаубичний артилерійський полк
- 138-й окремий винищувально-протитанковий дивізіон
- 125-й окремий зенітний артилерійський дивізіон
- 81-й кавалерійський ескадрон
- 126-й саперний батальйон
- 100-й окремий батальйон зв'язку
- 36-й артилерійський парковий дивізіон
- 114-й медико-санітарний батальйон
- 105-та окрема рота хімзахисту
- 132-й автотранспортний батальйон
- 59-й польовий автохлібзавод
- 268-ма польова поштова станція
- 353-тя польова каса Держбанку[1]

## Підпорядкування
| Дата       | Фронт                   | Армія       | Корпус                  |
| ---------- | ----------------------- | ----------- | ----------------------- |
| 22.06.1941 | Південно-Західний фронт | 12-та армія | 13-й стрілецький корпус |
| 01.07.1941 | Південно-Західний фронт | 12-та армія | 13-й стрілецький корпус |
| 10.07.1941 | Південно-Західний фронт | 12-та армія | 13-й стрілецький корпус |
| 01.08.1941 | Південний фронт         | 12-та армія | -                       |

## Командири
- Прошкін Микола Гнатович (29.07.1940 — 19.08.1941), генерал-майор.

## Цікаві факти
Розвідником у дивізії служив Н. Х. Давлетшін — у серпні 1941 року потрапив у полон, після війни — відомий письменник.